# Strattonia oblecythiformis
Strattonia oblecythiformis är en svampart som beskrevs av A.E. Bell & Mahoney 2005. Strattonia oblecythiformis ingår i släktet Strattonia och familjen Lasiosphaeriaceae.   Inga underarter finns listade i Catalogue of Life.